# Geraldo Fernandes Bijos

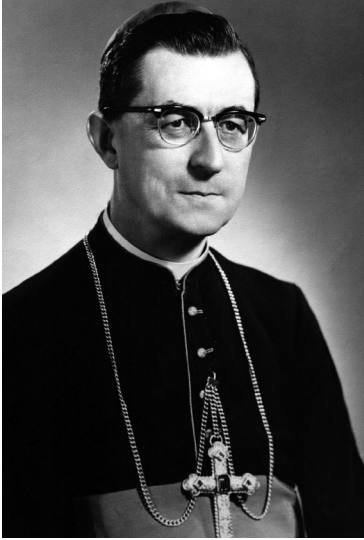
Erzbischof Geraldo Fernandes Bijos

Geraldo Fernandes Bijos CMF (* 2. Februar 1913 in Belo Horizonte; † 28. März 1982 in São Paulo) war ein brasilianischer Ordensgeistlicher und erster Bischof und Erzbischof von Londrina.

## Leben
Geraldo Fernandes Bijos trat 1929 der Ordensgemeinschaft der Claretiner bei und empfing am 25. Oktober 1936 die Priesterweihe. Später wurde er an der Lateranuniversität in Rom zum Doktor des Kirchenrechts promoviert.
Papst Pius XII. ernannte Fernandes Bijos am 16. November 1956 zum ersten Bischof des neuerrichteten Bistums Londrina. Die Bischofsweihe erhielt er am 13. Januar 1957 durch Erzbischof Armando Lombardi, Apostolischer Nuntius in Brasilien. Mitkonsekratoren waren Manuel da Silveira d’Elboux, Erzbischof von Curitiba, und Francisco Prada Carrera, Prälat von São José de Alto Tocantins.
Er gründete mit Leônia Milito 1958 einen weiteren Zweig der Claretiner, der heute weltweit vertreten ist. Von 1962 bis 1965 nahm er als Konzilsvater am Zweiten Vatikanischen Konzil teil. 1965 gründete er das diözesane Priesterseminar Paul VI.
Mit der Erhebung des Bistums Londrina zum Erzbistum am 24. November 1970 wurde Fernandes Bijos dessen Erzbischof. 1974 wurde er Vizepräsident der brasilianischen Bischofskonferenz. Er nahm an der zweiten und dritten Generalkonferenz der CELAM in Medellín (1968) und in Puebla (1979) teil. 1982 starb Geraldo Fernandes Bijos in São Paulo mit 69 Jahren.